# Oicatá (ort)
Oicatá är en ort i Colombia.   Den ligger i departementet Boyacá, i den centrala delen av landet, 140 km nordost om huvudstaden Bogotá. Oicatá ligger 2 715 meter över havet och antalet invånare är 327.
Terrängen runt Oicatá är kuperad åt sydväst, men åt nordost är den platt. Runt Oicatá är det ganska tätbefolkat, med 80 invånare per kvadratkilometer. Närmaste större samhälle är Tunja, 9,4 km sydväst om Oicatá. Trakten runt Oicatá består i huvudsak av gräsmarker.